# Elaeocarpus sericopetalus
Elaeocarpus sericopetalus är en tvåhjärtbladig växtart som beskrevs av F. Müll.. Elaeocarpus sericopetalus ingår i släktet Elaeocarpus och familjen Elaeocarpaceae. Inga underarter finns listade i Catalogue of Life.